# Fermín Uriarte
Fermín Uriarte (1902 – 18 dicembre 1972) è stato un calciatore uruguaiano, di ruolo difensore.

## Palmarès

### Nazionale
- Campeonato Sudamericano de Football: 2

1923, 1924